# Philtrum Press
Philtrum Press ist ein amerikanischer Kleinverlag mit Sitz in Bangor (Maine), der durch den Schriftsteller Stephen King betrieben wird. In unregelmäßigen Abständen publiziert Philtrum Press Werke von  King, meist in Form von sammelnswerten und (meist) signierten, nummerierten und limitierten Einzelausgaben. Als einzige Ausgabe, die nicht von Stephen King stammt, wurde bisher der Roman The Ideal, Genuine Man von Don Robertson (* 1919, † 1999) publiziert.
Bislang sind über Philtrum Press die folgenden Bücher  publiziert worden:
- Stephen King, The Plant, 1982, 1983 und 1985, die ersten drei Teile der Fortsetzungsgeschichte
- Stephen King, Die Augen des Drachen, 1984, die illustrierte Erstausgabe des Romans in limitierter Auflage von 1.250 Stück
- Don Robertson, The Ideal, Genuine Man, 1987
- Stephen King, Six Stories, 1997, 1.100 nummerierte und signierte Exemplare, 900 davon öffentlich verkauft
- Stephen King, The New Lieutenant's Rap, 1999,  als Vorabauszug aus dem Roman Atlantis